# Élections générales britanniques de 1708
Les élections générales britanniques de 1708 se sont déroulées en Grande-Bretagne du 30 avril au 7 juillet 1708. Ces élections sont remportées par le Parti whig.